# Albert Neuhuys

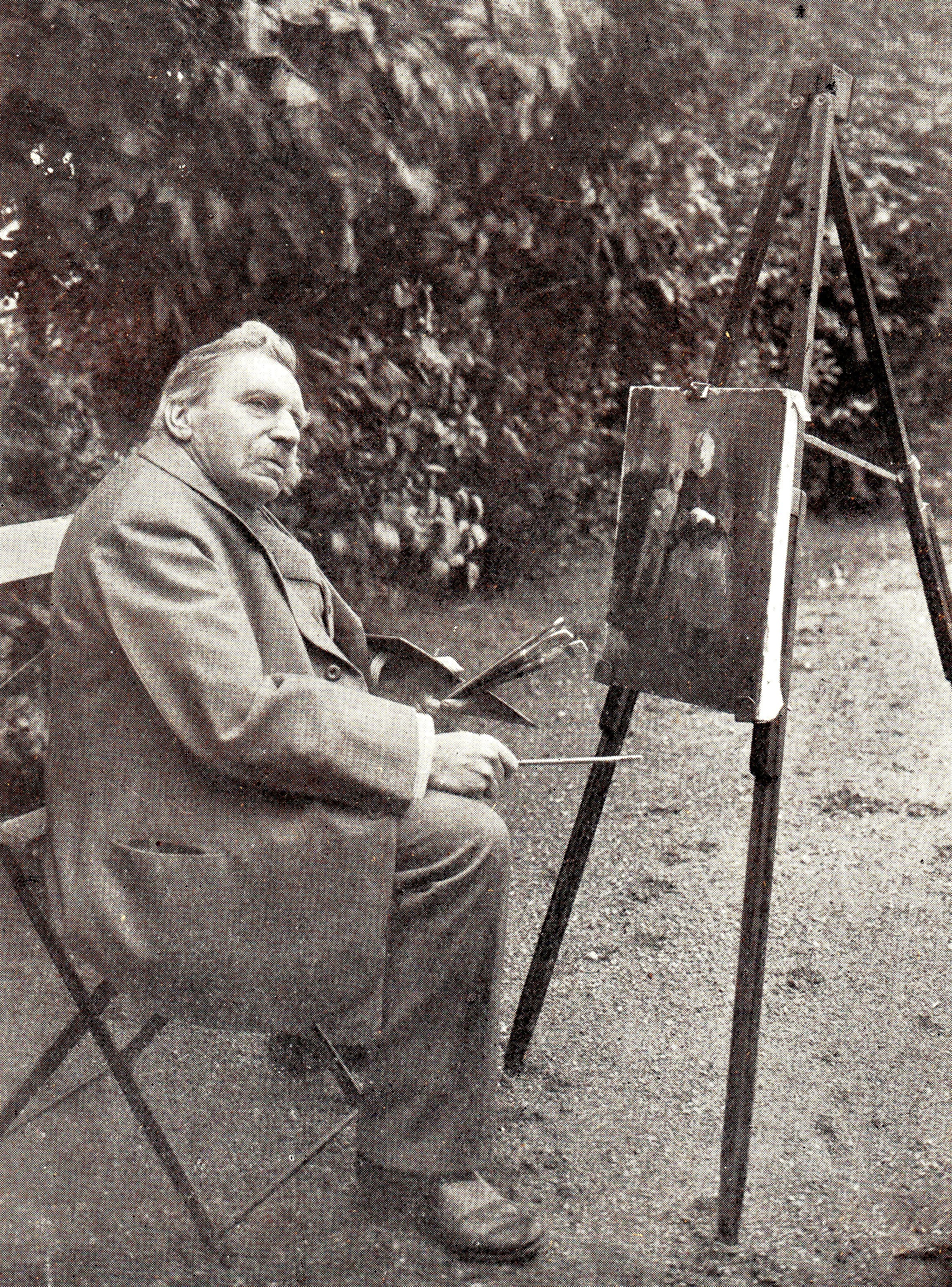
Albert Neuhuys, 1914

Johannes Albert Neuhuys (* 10. Juni 1844 in Utrecht; † 6. Februar 1914 in Orselina) war ein niederländischer Genre- und Porträtmaler der Larener Schule und jüngerer Bruder der Maler Jozef Hendrik Neuhuys (1841–1890) und Jan Antoon Neuhuys (1832–1891).
Neuhuys besuchte von 1858 bis 1860 die Städtische Zeichenschule in Utrecht und arbeitete dann für den Lithographen Van de Weyer, der zwei Jahre später bankrottging. Von dieser Zeit an widmete sich Neuhuys dem Zeichnen und Malen. Von 1868 bis 1872 studierte er an der Koninklijke Academie voor Schone Kunsten van Antwerpen, wo er von einem königlichen Stipendium unterstützt wurde. Hier malte er nach dem Vorbild des Künstlers Pieter de Hooch Interieurs, die den Glanz von Satinbekleidung hervorhoben.
1872 zog Neuhuys nach Amsterdam, wo er Jozef Israëls, Anton Mauve und die Brüder Jacob Maris und Matthijs Maris traf. 1876 zog er nach Den Haag und war Mitglied der Zweiten Generation der Haager Schule.
Dem Rat von Jozef Israëls folgend, zog Neuhuys 1883 nach Laren um. Zwei Jahre später zog auch Anton Mauve dorthin. Zusammen mit ihm galt Neuhuys als Gründer der Larener Schule. Er malte die Bauern und Weber in ihren Häusern und mietete eine Scheune, in der er dortige Bauern zeichnete und malte.
1885 zog er nach Hilversum. Von 1900 lebte er in Amsterdam, wo er als Maler der Larener Szenen bekannt wurde. Er besuchte 1895 Italien, 1896 Algerien, 1901 Österreich, 1903 Spanien und 1904 Vereinigte Staaten, lebte dort von 1908 bis 1910. Er zog 1910 nach Zürich, besuchte aber im Frühjahr und Herbst weiterhin Laren.
Er wurde mit goldenen Medaillen auf den Ausstellungen in München, Wien, Paris, Chicago und Budapest ausgezeichnet.
Er starb in Orselina bei Locarno und wurde in Oud Eik en Duinen, einem Friedhof in Den Haag, beigesetzt.

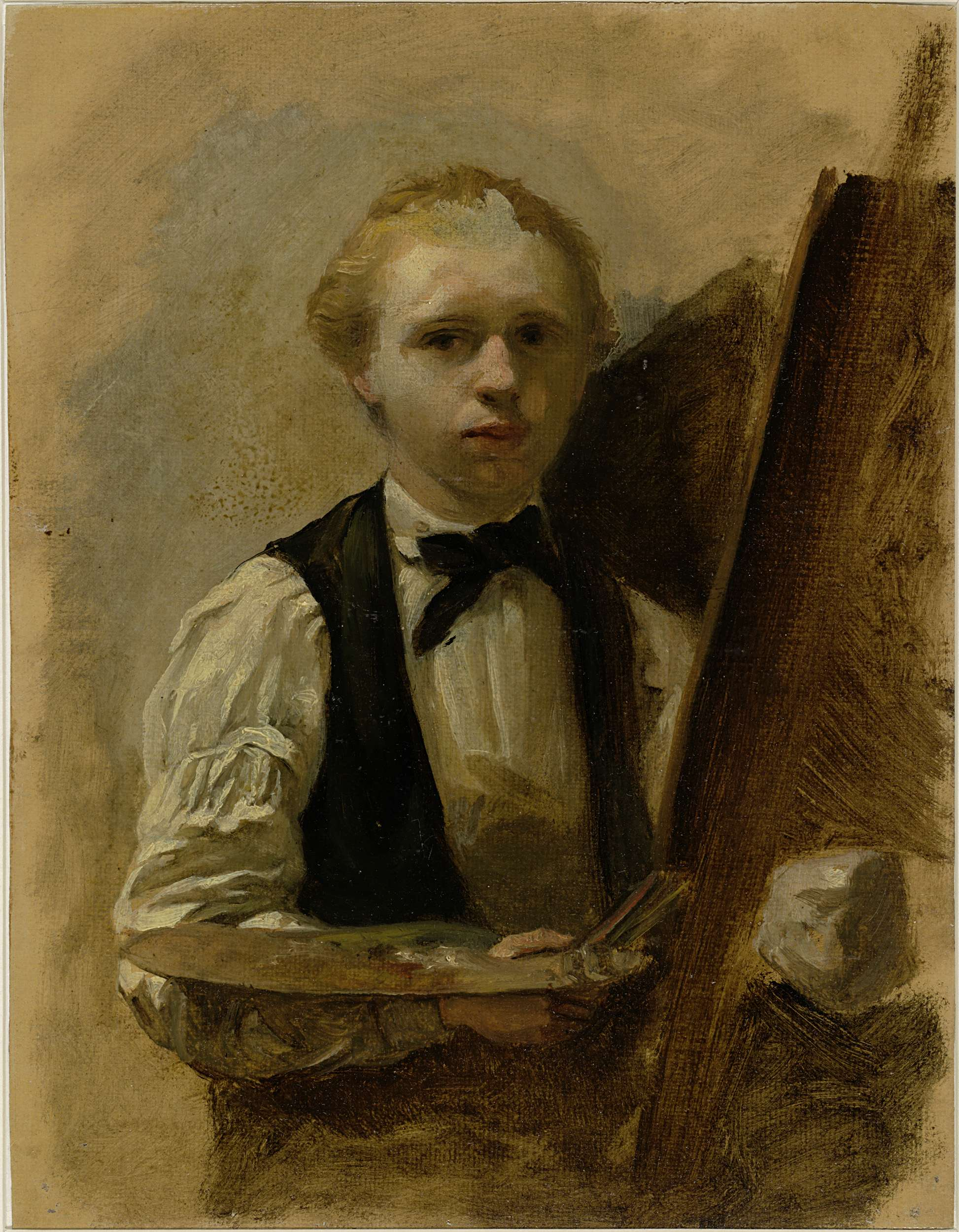
Selbstporträt
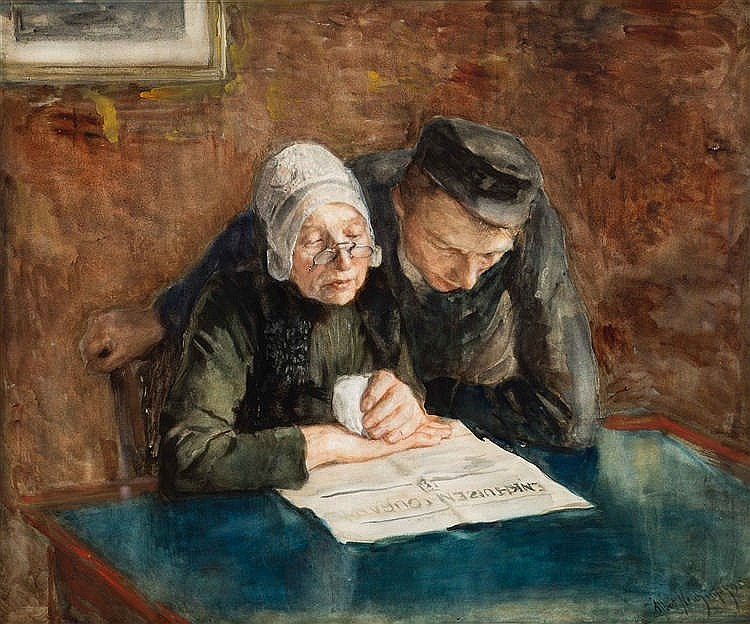
Enkhuizer Journaal, 1895
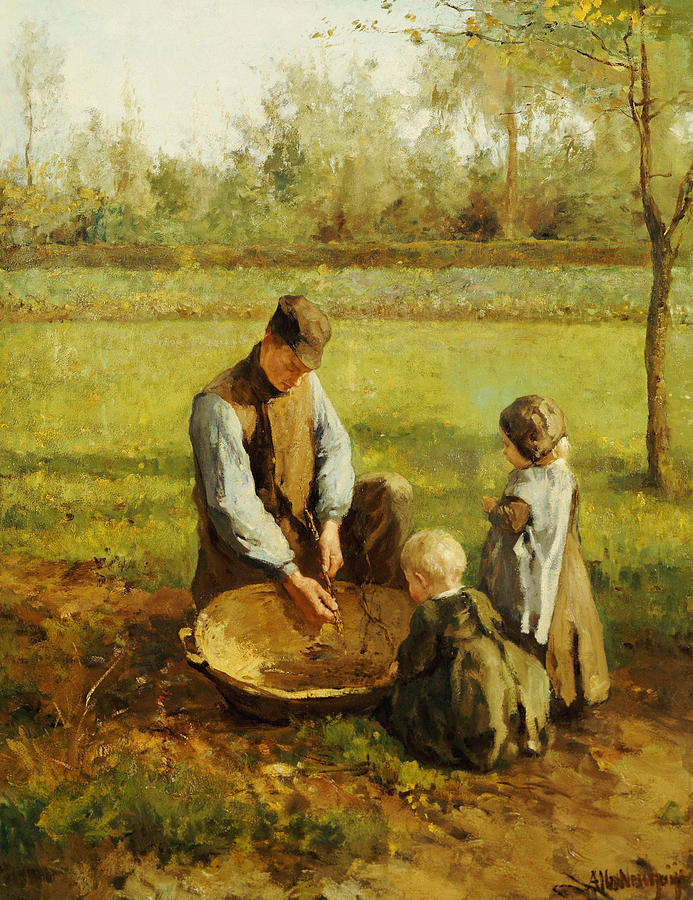
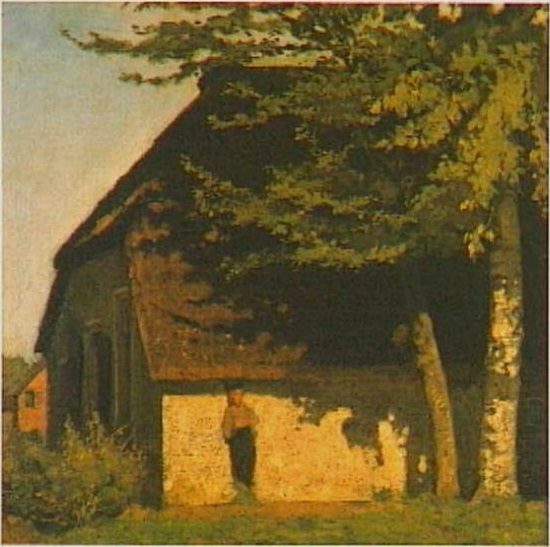
Boer in het zonnetje, 1891
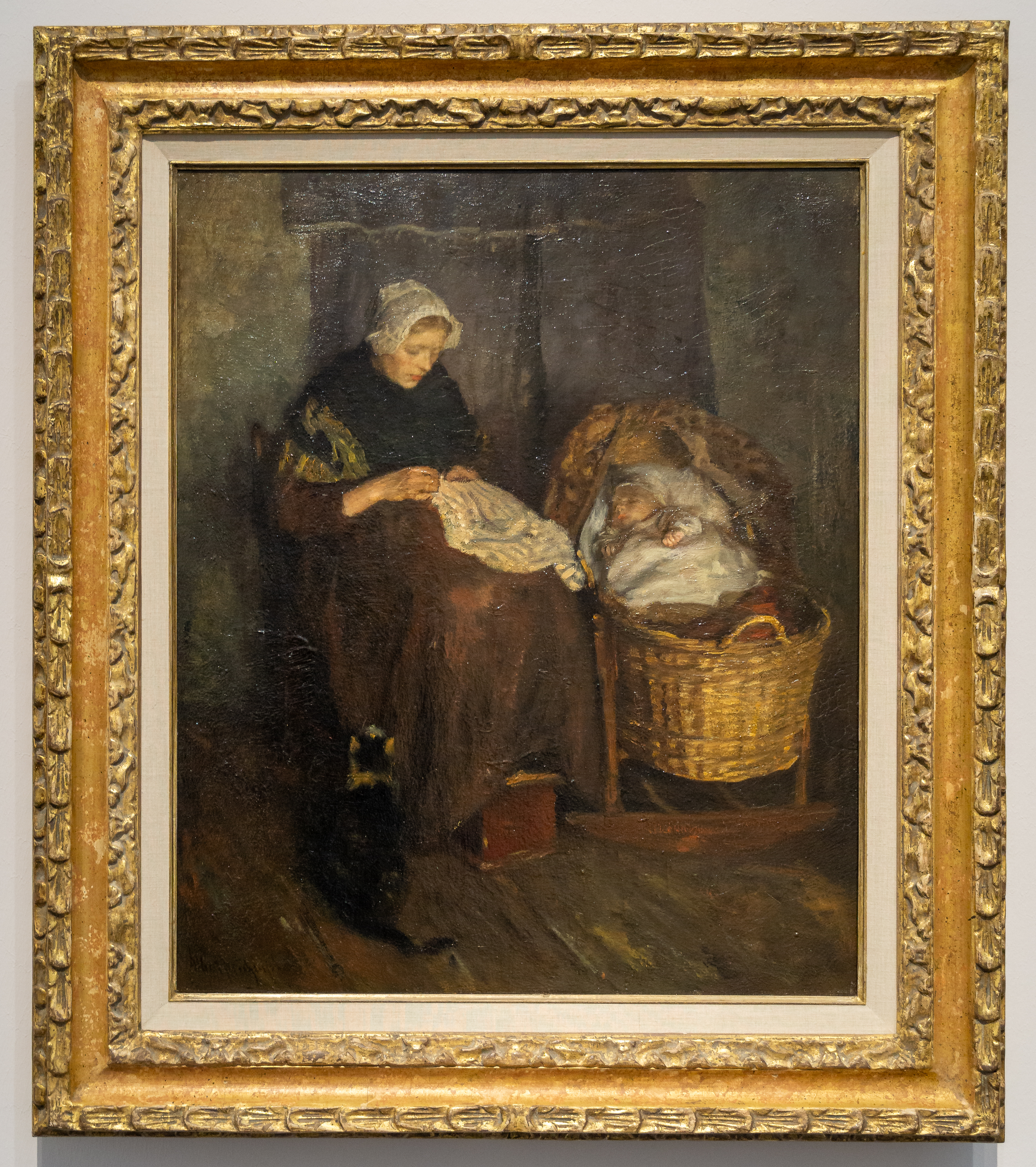
Larener Frau an der Wiege
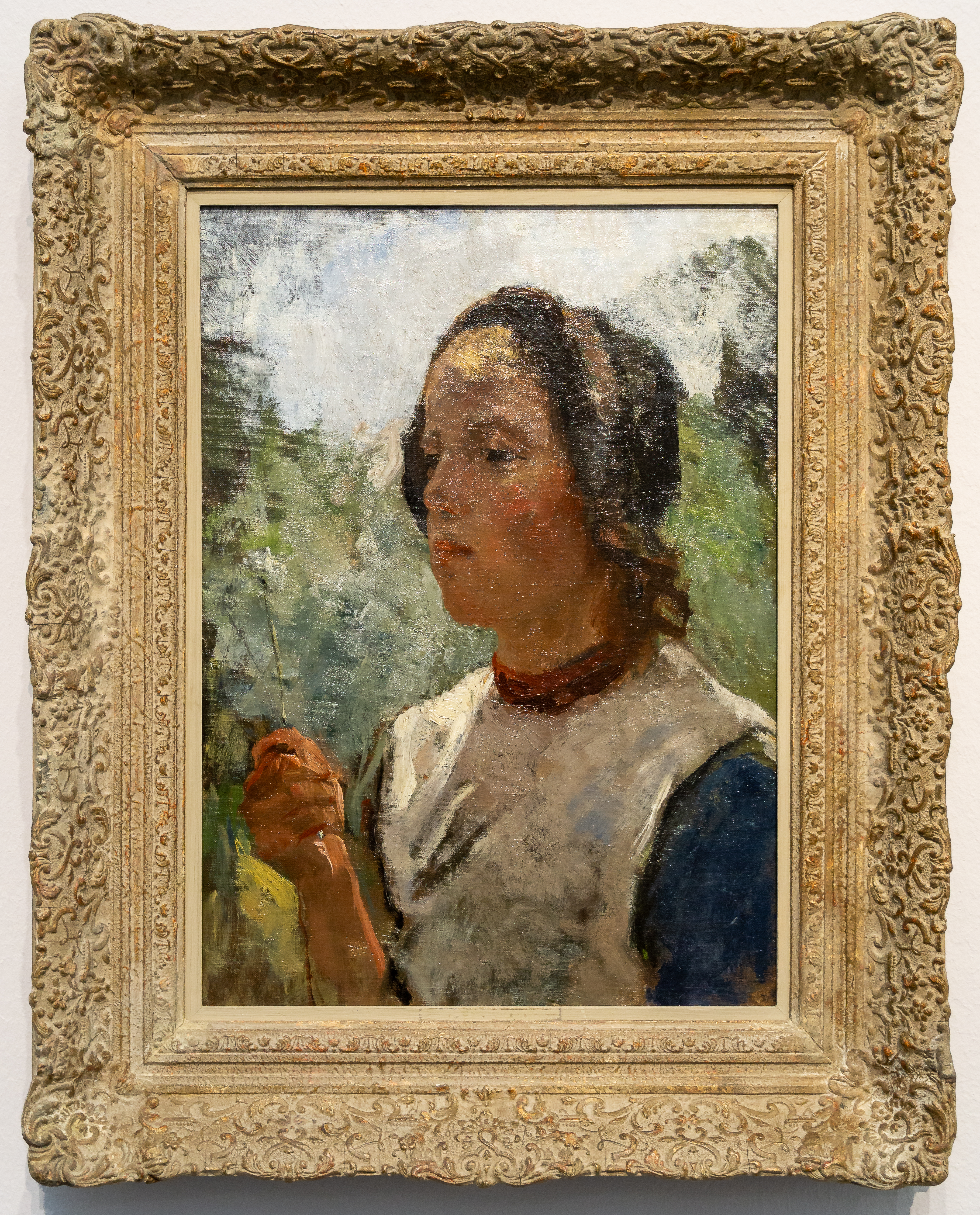
Mädchen mit Blume, etwa 1910